# Dichaetomyia gentilis
Dichaetomyia gentilis este o specie de muște din genul Dichaetomyia, familia Muscidae, descrisă de Zielke în anul 1971. Conform Catalogue of Life specia Dichaetomyia gentilis nu are subspecii cunoscute.